# Meme del novio distraído
El meme del novio distraído es un meme basado en una fotografía de stock de 2015 del fotógrafo español Antonio Guillem. Usuarios de redes sociales comenzaron a utilizar la imagen como un meme a comienzos de 2017, y se hizo viral en agosto de 2017 como una forma de describir diferentes formas de infidelidad. El meme ha inspirado varios derivados y recibido aclamaciones críticas.

## Imagen
La imagen original fue tomada en la ciudad de Gerona en Cataluña, España a mediados de 2015 por el fotógrafo Antonio Guillem de Barcelona. Guillem le dijo a Wired que él y los modelos de imágenes de stock planearon tener una sesión que representaría el concepto de infidelidad «de una manera juguetona y divertida». Los modelos que interpretan al novio y la novia en la fotografía son conocidos por sus nombres artísticos «Mario» y «Laura». «Laura» describió luego la experiencia de tomar las imágenes, diciendo: «Cuando la gente nos veía simular esas escenas en la calle, se detenían para mirar y reír y, en mi caso, que tenía que tener una cara más seria, lo pasaba muy mal para mantenerla».
La imagen fue cargada en Shutterstock con la descripción: «Disloyal man walking with his girlfriend and looking amazed at another seductive girl» («Hombre desleal caminando con su novia y mirando sorprendido a otra chica seductora»). Con respecto al estado de derechos de autor de la imagen, Guillem ha declarado que sus imágenes «están sujetas a leyes de derechos de autor y los acuerdos de licencia de las agencias de microstock. No está permitido usar ninguna imagen sin comprar la licencia adecuada de cualquier manera posible, por lo que cada una de las personas que usan las imágenes sin la licencia lo está haciendo ilegalmente. Esto no es lo que realmente nos preocupa, ya que son solo un grupo de personas que lo hacen de buena fe, y no vamos a tomar ninguna medida, excepto en los casos extremos en los que esta buena fe no existe».

## Meme

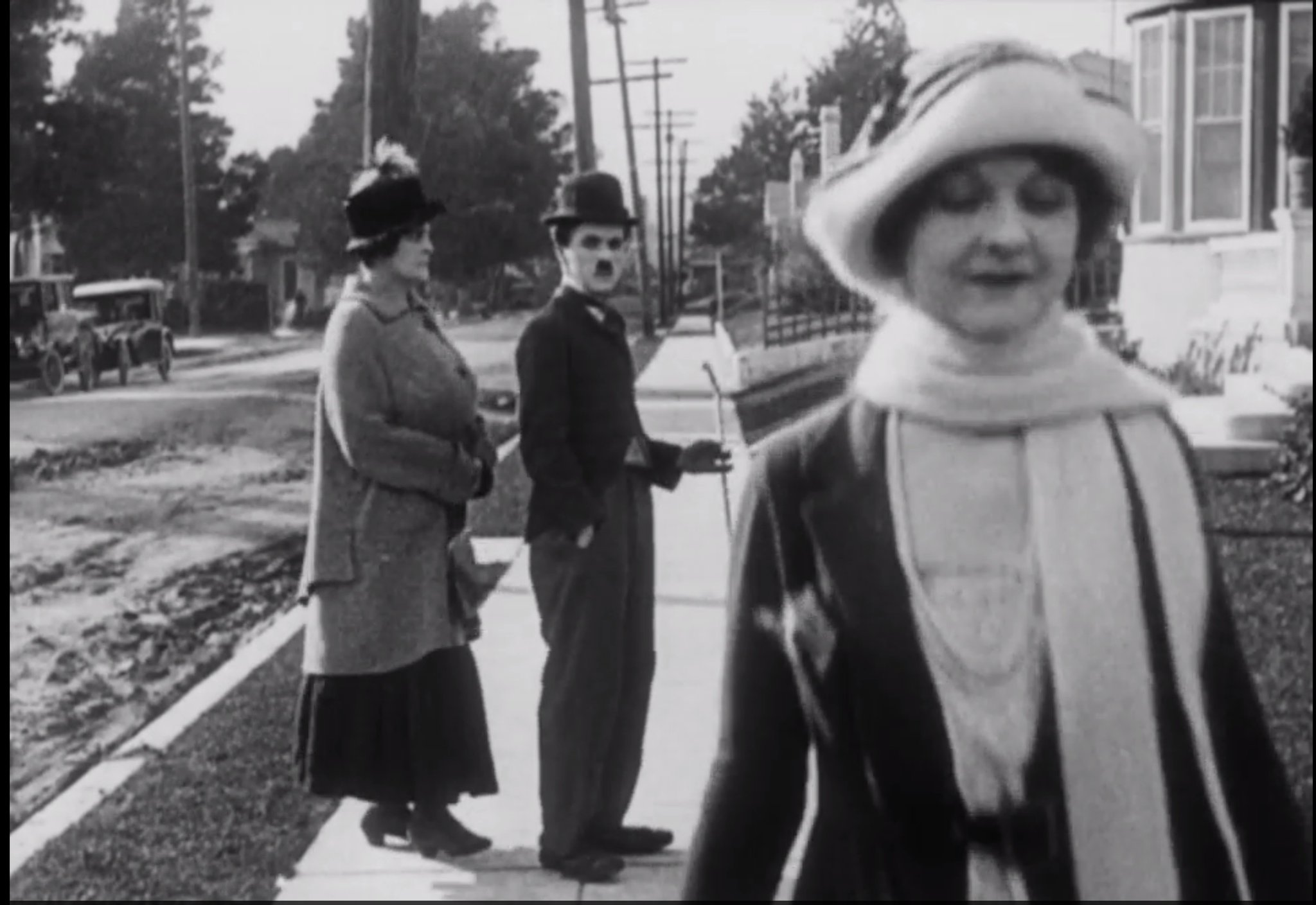
Escena de la película de Charles Chaplin Pay Day, similar a la fotografía original del catalán

El primer uso conocido de la imagen de stock como un meme de Internet fue publicado en un grupo de Facebook turco de rock progresivo en enero de 2017. El mensaje etiquetó al hombre como Phil Collins, que está siendo distraído por la música pop. Este meme se volvió a publicar en una página de Facebook de rock progresivo en inglés al día siguiente, y luego en Twitter el 2 de febrero de 2017. Más tarde ese mes, la fotografía original se compartió en Instagram y obtuvo casi 30 000 Me gusta.
El meme comenzó a hacerse viral el 19 de agosto de 2017 después de que un usuario de Twitter publicara la fotografía con el hombre etiquetado como «el joven» que se distraía de su novia «capitalismo» por «socialismo». Otro usuario de Twitter copió este meme, retuiteando más de 35 000 retuits y casi 100 000 favoritos. El meme y sus permutaciones se volvieron virales en Twitter, Reddit y Facebook. Según Adam Downer, editor de Know Your Meme, el meme del novio distraído ayudó a popularizar un formato de meme llamado etiquetado de objetos. La novia en el meme generalmente llegó a representar algo que se supone que debe hacer, y la mujer vestida de rojo llegó a representar algo más deseable o más arriesgado.
Los modelos «Mario» y «Laura» dicen que supieron de la existencia de los memes basados en su foto cuando la gente comenzó a publicarlos en sus cuentas de redes sociales. Guillem le dijo a The Guardian: «Ni siquiera sabía lo que es un meme hasta hace poco. Las modelos descubrieron el meme en las redes sociales y me lo contaron. Ninguno de nosotros podría imaginar la repercusión mediática que ha alcanzado en este momento».
Algunas marcas comenzaron a usar el meme cuando comenzó a hacerse viral. A principios de enero de 2018, una versión del meme que hace referencia a la historia bíblica de la esposa de Lot convirtiéndose en un pilar de la sal se volvió viral en Twitter. El meme fue utilizado en un cartel para la protesta contra la violencia armada «Enough! National School Walkout» en marzo de 2018. El 25 de junio de 2018, el usuario de Twitter Ernie Smith notó otras imágenes en las que la novia del meme original se sorprende mirando las pantallas.

## Variaciones y derivados

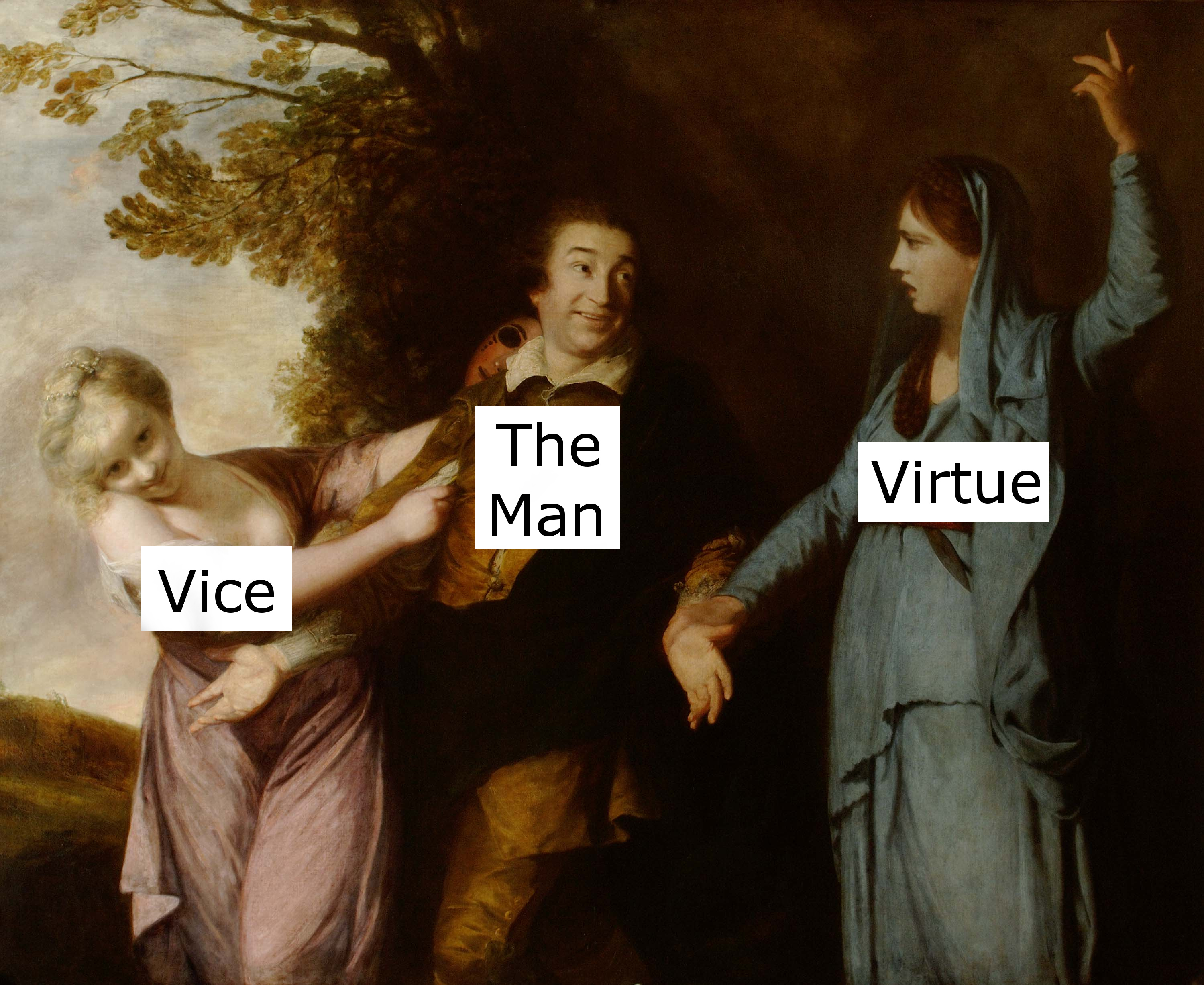
Meme inspirado en una reproducción de David Garrick Between Tragedy and Comedy.

Las primeras variaciones del meme usaban otras fotos de la sesión de fotos de Guillem de los tres personajes para crear una historia. A fines de enero de 2018, algunos usuarios de las redes sociales notaron similitudes entre el meme y una imagen promocional de Mission: Impossible - Fallout con Henry Cavill y Angela Bassett. El 16 de abril de 2018, un usuario de Twitter llamó a la pintura de Joshua Reynolds David Garrick Between Tragedy and Comedy el «equivalente del siglo XVIII» del meme del novio distraído, y la pintura se hizo popular como un meme similar con referencias históricas.
A principios de mayo de 2018, un usuario de Twitter publicó la moneda que conmemoraba la boda del príncipe Enrique y Meghan Markle con uno de los personajes del meme. A principios de junio de 2018, el escritor de cine Peter Goldberg publicó en su cuenta de Twitter una escena del cortometraje Día de paga (1922) de Charles Chaplin, con un formato similar al meme del novio distraído. A principios de julio de 2018, una fotografía de una mujer comiendo helado con un hombre y una mujer tomados de la mano en Venecia se volvió viral debido a sus similitudes con el meme del novio distraído.

## Recepción
Nathan Heller de The New Yorker escribió que «el deleite del meme del novio distraído no era diferente del placer perverso que tomaba el propio novio distraído: permitía a los Estados Unidos desviar su atención de compromisos mucho más importantes». Tiffany Kelly de The Daily Dot escribió que «el rango del meme del novio distraído, creado involuntariamente por el portfolio de Guillem, lo diferenció de otros contenidos populares de Internet [en 2017]». Clair Valentine enumeró el meme como uno que definió el año 2017, escribiendo: «Dicen que a menudo, las historias más específicas son, de hecho, las más universales, y la popularidad absurda de este meme demuestra ese punto más allá de toda duda». Joe McCarthy de Global Citizen escribió que la fotografía original muestra acoso sexual, y criticó la mayoría de los usos del meme por no «trascender el sexismo inherente y tóxico».
El meme hizo varias listas de los mejores memes de 2017, incluidos NDTV, The Next Web, PC Magazine, The Ringer, y Narcity. El meme figuró en el «Salón de la fama de los memes de 2017» de The Washington Post, llamándolo «el máximo meme de fotos de archivo con infinitas permutaciones». Los moderadores de Reddit del subreddit /r/MemeEconomy llamaron al meme del novio distraído uno de los mejores memes de 2017. En abril de 2018, el meme del novio distraído ganó la categoría de mejor meme de 2017 en la décima edición anual de los premios Shorty.
En 2023 la novia celosa apareció en el podcast La Ruina, podcast donde el invitado y el público cuentan anécdotas bochornosas y divertidas, dándole la oportunidad al copresentador Tomás Fuentes de soltar (por una vez, con motivo) su latiguillo "¡Ya sé quien eres!"